# Дуройя
Дуро́йя (лат. Duroia) — род цветковых растений семейства Мареновые (Rubiaceae). Мирмекофилы.

## Ареал
Представители рода встречаются в Центральной Америке до севера Мексики, Амазонской низменности, Гвианского нагорья, бразильского побережья Атлантического океана и Планалту.

## Экология
Некоторые виды дуройи (а возможно, и все) способны проводить химические реакции, препятствующие росту соседних растений другого вида. Анализ экстракта корней Duroia hirsuta выявил наличие в нём ингибитора плюмерицина, тетрациклинового иридоидного лактона. Такой процесс называется аллелопатия. В случае Duroia hirsuta химический ингибитор (муравьиная кислота) поставляется муравьями Myrmelachista schumanni, впрыскивающими его в листья растения. Муравьи же гнездятся в полых стеблях растения. Таким образом появляются «сады дьявола» — леса, в которых растут только Duroia hirsuta и больше никакие деревья. При этом растение имеет значительные затраты на такую защиту, поскольку муравьи срезают много листьев.

## Виды
По информации базы данных The Plant List, род включает 38 видов:
- Duroia amapana Steyerm.
- Duroia aquatica (Aubl.) Bremek. — Дуройя водная
- Duroia bolivarensis Steyerm.
- Duroia costaricensis Standl.
- Duroia duckei Huber
- Duroia eriopila L.f.
- Duroia fusifera Spruce ex K.Schum.
- Duroia genipoides Spruce ex K.Schum.
- Duroia gransabanensis Steyerm.
- Duroia hirsuta (Poepp.) K.Schum.
- Duroia hirsutissima Steyerm.
- Duroia kotchubioides Steyerm.
- Duroia laevis Devia Perss. & C.M.Taylor — Дуройя гладкая
- Duroia longiflora Ducke — Дуройя длинноцветковая
- Duroia longifolia (Poepp.) K.Schum. — Дуройя длиннолистная
- Duroia macrophylla Huber — Дуройя крупнолистная
- Duroia maguirei Steyerm. — Дуройя Магуайра
- Duroia martiniana (Miers) Bremek.
- Duroia melinonii Standl.
- Duroia merumensis Steyerm.
- Duroia micrantha (Ladbr.) Zarucchi & J.H.Kirkbr. — Дуройя мелкоцветковая
- Duroia nitida Steyerm.
- Duroia palustris Ducke — Дуройя болотная
- Duroia paraensis Ducke
- Duroia paruensis Steyerm.
- Duroia petiolaris Spruce ex K.Schum. — Дуройя черешковая
- Duroia plicata Benoist
- Duroia prancei Steyerm.
- Duroia retrorsipila Steyerm.
- Duroia saccifera (Mart. ex Schult. & Schult.f.) K.Schum.
- Duroia sancti-ciprianii Devia Perss. & C.M.Taylor
- Duroia soejartoi D.R.Simpson
- Duroia steinbachii Standl.
- Duroia strigosa Steyerm.
- Duroia trichocarpa Standl. — Дуройя волосистоплодная
- Duroia triflora Ducke — Дуройя трёхцветковая
- Duroia valesca C.H.Perss. & Delprete
- Duroia velutina Hook.f. ex K.Schum.